# Oklahoma State Cowboys
Oklahoma State Cowboys, Oklahoma State Cowgirls – nazwa drużyn sportowych Oklahoma State University w Stillwater, biorących udział w akademickich rozgrywkach w Big 12 Conference, organizowanych przez National Collegiate Athletic Association.

## Sekcje sportowe uczelni
| Mężczyźni - baseball (1) - bieg przełajowy (4) - futbol amerykański - golf (10) - koszykówka (2) - tenis - zapasy (34) | Kobiety - bieg przełajowy - golf - koszykówka - jeździectwo - piłka nożna - softball - tenis |

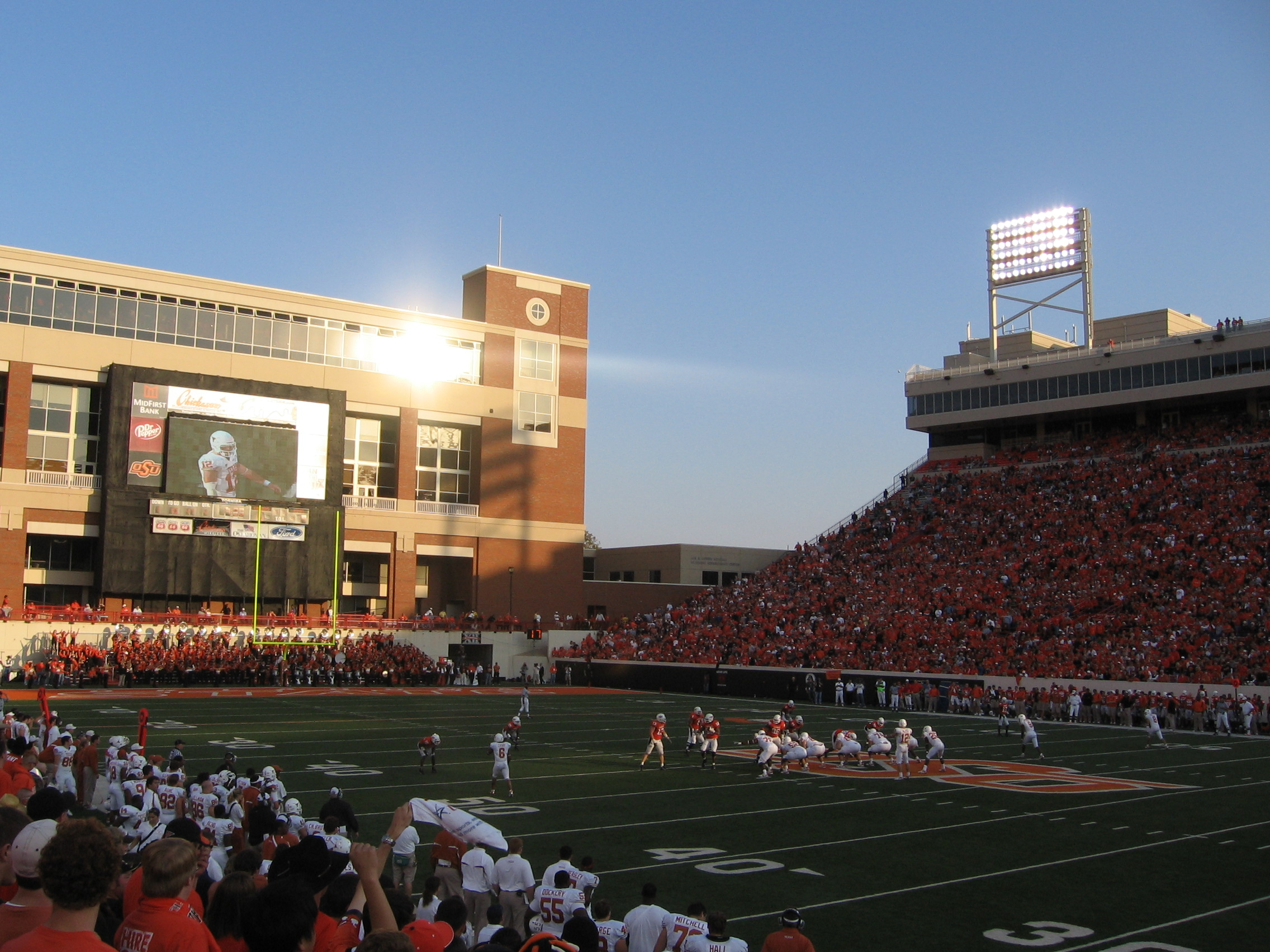
Boone Pickens Stadium.

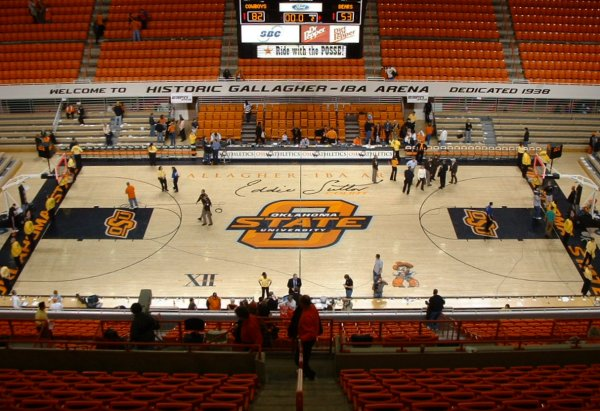
Gallagher-Iba Arena.

W nawiasie podano liczbę tytułów mistrzowskich NCAA (stan na 1 lipca 2015)

## Obiekty sportowe
- Boone Pickens Stadium – stadion drużyny futbolowej o pojemności 60 218 miejsc[2]
- Gallagher-Iba Arena – hala sportowa o pojemności 13 611 miejsc, w której odbywają się mecze koszykówki i zawody w zapasach[3]
- O'Brate Stadium – stadion baseballowy na 3500 miejsc, z możliwością rozbudowy do 8000. Ukończono w 2020 roku, ale sezon baseballowy w college'u 2020 został odwołany z powodu COVID-19 przed datą otwarcia stadionu[4]